# Elisabeth Verlooy
Elisabeth Verlooy (Leuven, 16 juni 1933 – Leuven, 22 november 2012) was een Belgische sopraan.

## Biografie
Als dochter van een zangdocente kreeg ze, koosnaam Betty, haar eerste zangopleiding (en ook piano) thuis van haar moeder. De Algemene muziek encyclopedie noemde haar een wonderkind op zanggebied; ze zou al op haar derde loepzuiver hebben gezongen. Haar debuut vond plaats op negenjarige leeftijd tijdens een concert met muziek van Wolfgang Amadeus Mozart in haar geboorteplaats. Ze zou ook al in diverse kerkkoren in Leuven hebben gezongen; haar moeder zat daar achter de piano. In 1945 kreeg ze een ereprijs in Verviers. 
Verlooy studeerde aan het Koninklijk Conservatorium (Brussel) bij professor Eduardo del Pueyo. Daarna studeerde ze enige jaren (1951-1959) aan het Conservatorium Giuseppe Verdi in Milaan, waar ze een "Maestre" behaalde.
Ze begon haar loopbaan op 15-jarige leeftijd in de Opera van Gent (Les contes d'Hoffmann van Jacques Offenbach). Vanaf 1956 was ze werkzaam bij het operagezelschap in Frankfurt am Main, vanaf 1962 bij het gezelschap in Hannover. Ze zong ook wel bij Pro Musica Antiqua.

## Palmares
In 1956 kreeg ze de Mozart-prijs van het Mozarteum in Salzburg in de categorie liederen en aria’s; ze had al eerder in die stad opgetreden. 

## Discografie
- La Messe De Nostre Dame, Guillaume de Machaut
- L'air des clochettes, Léo Delibes
- Le Rossignol et la Rose, Camille Saint-Saëns
- Elisabeth Verlooy Sings Alfredo Catalani, Gaetano Donizetti, Giuseppe Verdi
- Drie cantates, Jean-Philippe Rameau

- Bibliothèque nationale de France: cb13842645w (data)
- International Standard Name Identifier: 0000 0003 9977 1333
- Library of Congress Control Number: no91005477
- MusicBrainz: d64ee00c-30e6-4081-a28e-07bba9eec569
- Nationale Bibliotheek van Israël: 987007345195505171
- Système universitaire de documentation: 171838572
- Virtual International Authority File: 294867371
- WorldCat: E39PBJc3Kpb3fRgJMVFBGRvyh3